# Kathleen O’Malley (Schauspielerin)
Kathleen O’Malley (* 31. März 1924 in Worcester, Massachusetts; † 25. Februar 2019) war eine US-amerikanische Schauspielerin, die zumeist als Nebendarstellerin in mehr als 130 Filmen und Fernsehserien mitwirkte. Sie gehörte zu den letzten noch lebenden Stummfilmdarstellern.

## Leben
Kathleen O’Malley wurde 1924 als Tochter des Schauspielers Patrick O’Malley in Worchester, Massachusetts geboren. Bereits im Alter von zwei Jahren spielte sie ihre erste kleine Rolle in dem Stummfilm My Old Dutch.
In den 1940er und 1950er Jahren spielte O’Malley in mehreren Dutzend Filmen mit, darunter an der Seite von Stars wie Marilyn Monroe, Rita Hayworth, Bette Davis oder Gene Kelly. Meistens jedoch nur in unwichtigen Nebenrollen, die oftmals nicht im Abspann genannt wurden. So war sie unter anderem 1945 als Chormädchen in Die Liebe unseres Lebens zu sehen. Zu O’Malleys etwas größeren und bedeutenderen Rollen zählen die der Dolly in Eine Göttin auf Erden aus dem Jahr 1947 sowie die der Prudence Perkins im Western Westlich St. Louis aus dem Jahr 1950.
In den 1970er-Jahren spielte O’Malley Statisten- und Nebenrollen in Klassikern wie Dirty Harry oder Der letzte Scharfschütze, dem letzten Film von John Wayne. In den 1980er und 1990er Jahren war sie noch vereinzelt in einigen Filmen und als Gastdarstellerin in mehreren Fernsehserien zu sehen, ehe sie ihre Schauspielkarriere 1998 beendete.
O’Malley war mit ihrem Manager und Agenten Jim Maloney verheiratet. Durch ihre Rolle in My Old Dutch war sie zum Zeitpunkt ihres Todes eine der letzten noch lebenden Darsteller der Stummfilmzeit. Kathleen O’Malley starb am 25. Februar 2019 im Alter von 94 Jahren.

## Filmografie (Auswahl)

### Filme
- 1926: My Old Dutch
- 1943: In Freundschaft verbunden (Old Acquaintance)
- 1944: Es tanzt die Göttin (Cover Girl)
- 1945: Salome, Where She Danced
- 1945: Sudan
- 1945: Die Dame im Zug (Lady on a Train)
- 1945: Die Liebe unseres Lebens (This Love of Ours)
- 1946: Gallant Journey
- 1946: Devotion
- 1946: Night in Paradise
- 1947: Eine Göttin auf Erden
- 1948: Ein Mann für Millie (The Mating of Millie)
- 1948: Ich tanze in dein Herz (Ladies of the Chorus)
- 1948: Geld oder Liebe (Let’s Live a Little)
- 1950: Drohende Schatten (Shadow on the Wall)
- 1950: Westlich St. Louis (Wagon Master)
- 1950: Brustbild, bitte! (Watch the Birdie)
- 1951: Two Tickets to Broadway
- 1952: Mädels ahoi (Skirts Ahoy!)
- 1953: Die Nacht vor dem Galgen (Count the Hours)
- 1954: Die wunderbare Macht (Magnificent Obsession)
- 1958: Der Henker ist unterwegs (The Lineup)
- 1964: Der Tod eines Killers (The Killers)
- 1968: Nur noch 72 Stunden (Madigan)
- 1968: Coogans großer Bluff (Coogan’s Bluff)
- 1970: Airport
- 1971: Minnie und Moskowitz (Minnie and Moskowitz)
- 1971: Dirty Harry
- 1973: Der große Coup (Charley Varrick)
- 1976: Amelia Earhart (Fernsehfilm)
- 1976: Der letzte Scharfschütze (The Shootist)
- 1977: Telefon
- 1978: The Toolbox Murders
- 1996: Black Sheep

### Fernsehserien
Soweit nicht anders erwähnt jeweils eine Folge
- 1959: Am Fuß der blauen Berge (Laramie)
- 1959/1962: Tausend Meilen Staub (Rawhide; zwei Folgen)
- 1963: General Hospital
- 1963: Bonanza (zwei Folgen)
- 1963: Perry Mason
- 1964/1965: Auf der Flucht (The Fugitive; zwei Folgen)
- 1966/1970: Rauchende Colts (Gunsmoke; zwei Folgen)
- 1967: Lieber Onkel Bill (Family Affair)
- 1973: Mary Tyler Moore (The Mary Tyler Moore Show)
- 1973: Die Waltons (The Waltons; vier Folgen)
- 1973–1979: Barnaby Jones (drei Folgen)
- 1974: Columbo: Geld, Macht und Muskeln (An Exercise in Fatality)
- 1984: Computer Kids (Whiz Kids)
- 1984: Das A-Team (The A-Team)
- 1984/1985: Airwolf (zwei Folgen)
- 1985: Die Spezialisten unterwegs (Misfits of Science)
- 1994: Beverly Hills, 90210